# Roc Boys (And the Winner Is)...
"Roc Boys (And the Winner Is...)" é um single de hip hop do cantor Jay Z, lançado em 2007 para seu álbum American Gangster. 